# کالکسیکو
کالکسیکو (به انگلیسی: Calexico) گروه موسیقی آمریکایی است.